# Gredetin
Gredetin (kyrillisch: Гредетин) ist ein Dorf in Ostserbien. Das Dorf ist in Serbien als bedeutender Produzent von Erdbeeren bekannt.

## Geographie und Bevölkerung

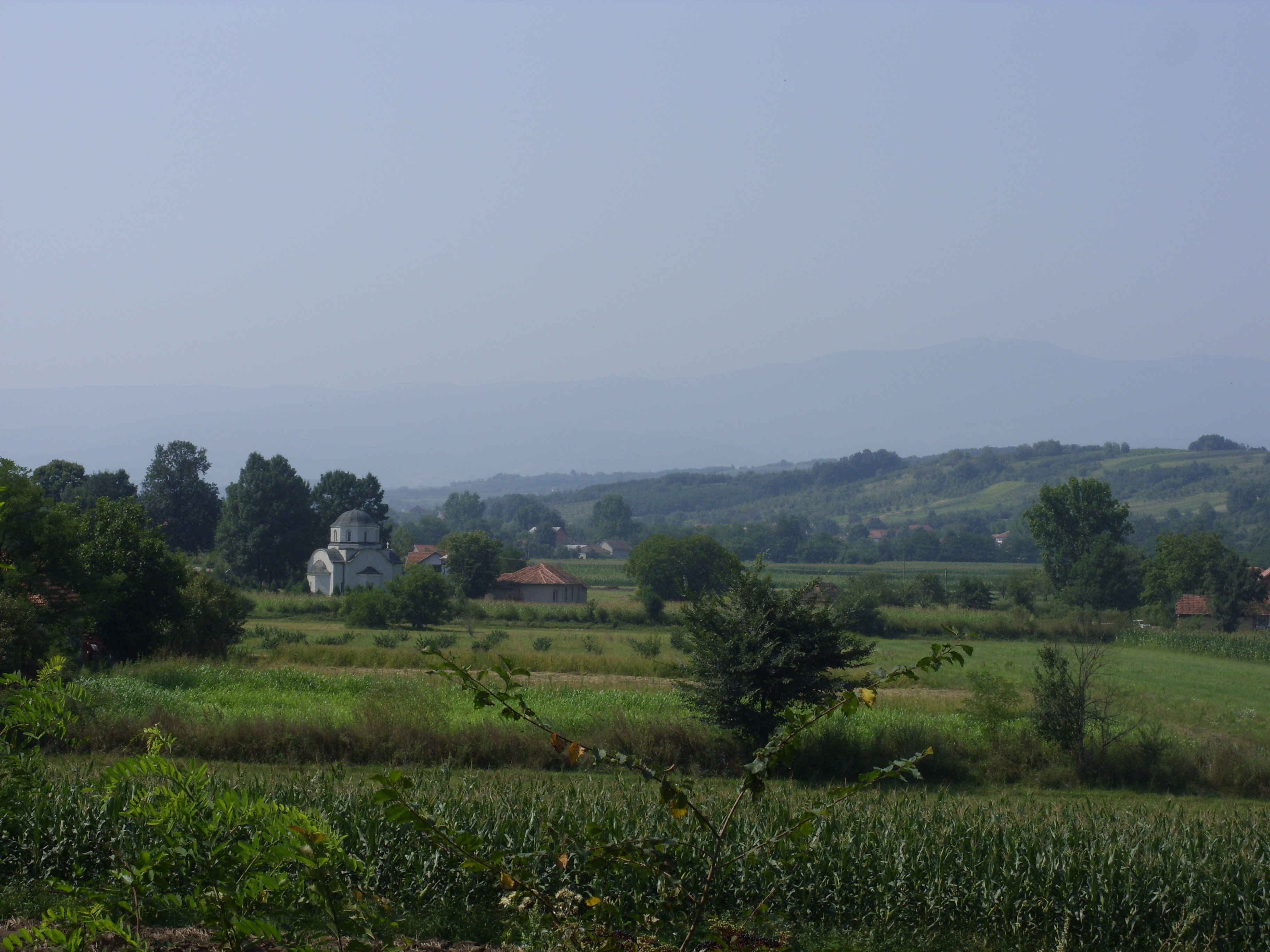
Landschaft und die Kirche von Gredetin

Das Dorf liegt in der Opština Aleksinac im Nišavski okrug im Osten des Landes auf einer Durchschnittshöhe von 184 bis 200 Meter über dem Meeresspiegel.
Gredetin befindet sich an der Straße Aleksinac-Ribarska Banja. Es liegt etwa zu gleichen Teilen jeweils 15 km, südwestlich der Gemeindehauptstadt Aleksinac und nordöstlich vom Kurort Ribarska Banja, der zur Gemeinde Kruševac gehört, entfernt. Das Dorf ist 170 km südöstlich von Belgrad gelegen.
Der Ort ist von diesen Nachbardörfern umgeben: Gornja Peščanica im Norden, Gornji Adrovac im Osten, Krušje im Süden, Radevac im Südwesten und Veliki Šiljegovac im Westen, ein Dorf, dass zur Gemeinde Kruševac gehört.
Der höchste Punkt im Dorfgebiet ist die Lokalität „Đerenče“ mit 321 Metern über dem Meeresspiegel. Die Siedlung selbst liegt in der vom Fluss Ribarska reka durchflossenen Tiefebene und ist im Norden, Osten und Süden von sanften kleinen Hügeln umgeben, während sich im Westen bewaldete Hügelhänge erheben. Gredetin liegt etwa sechs Kilometer südwestlich vom Fluss Südliche Morava entfernt.
Gredetin hatte bei der Volkszählung von 2022 448 Einwohner, während es 2011 noch 533 waren. Nach den letzten drei Bevölkerungsstatistiken fällt die Einwohnerzahl weiter. 
Die Bevölkerung von Gredetin stellen Serben. Der Ort besteht aus 194 Haushalten.

### Demographie
| Jahr | Einwohnerzahl |
| ---- | ------------- |
| 1948 | 0992          |
| 1953 | 1060          |
| 1961 | 0992          |
| 1971 | 0929          |
| 1981 | 0858          |
| 1991 | 0784          |
| 2002 | 0659          |
| 2011 | 0533          |

## Geschichte

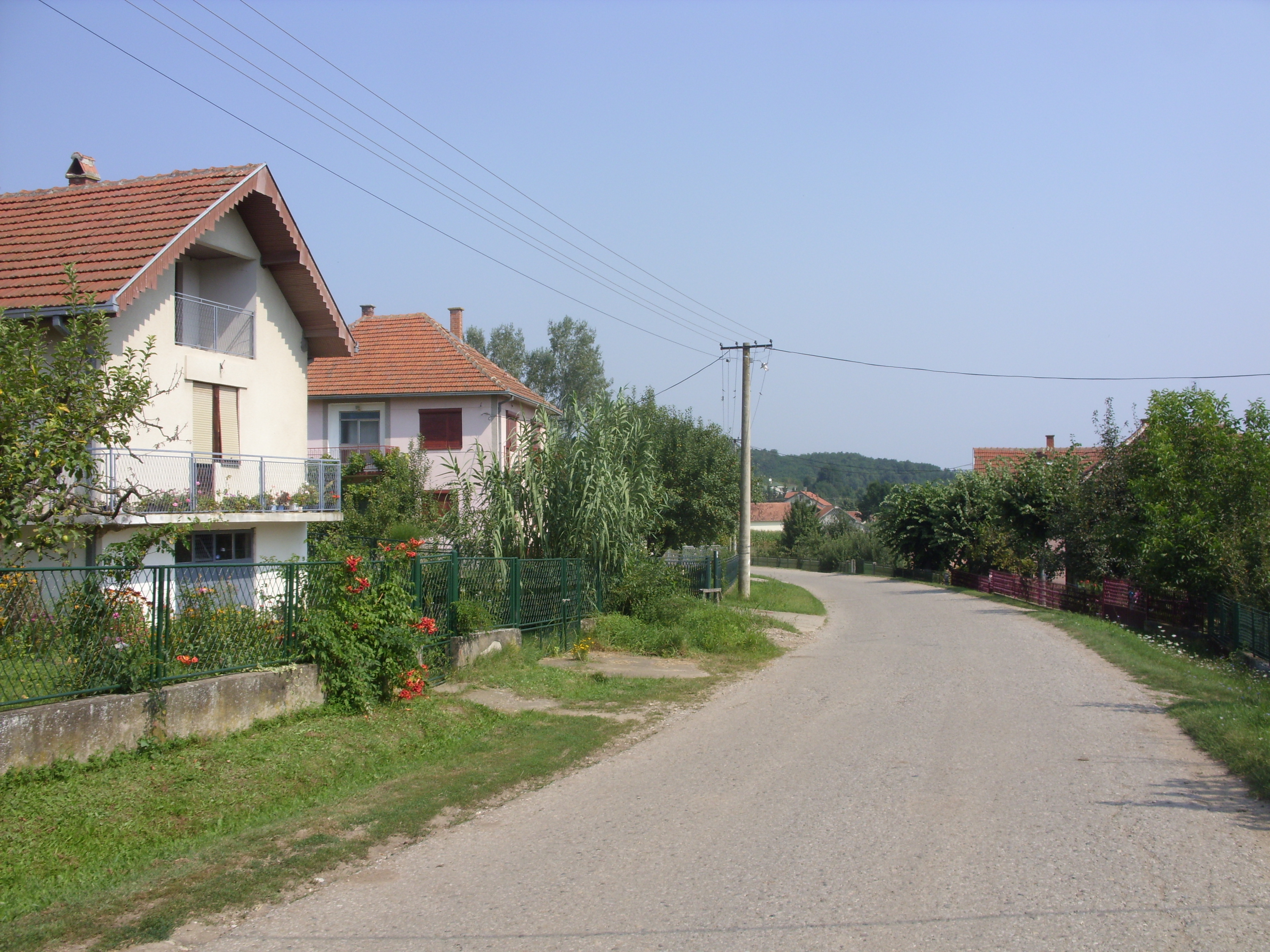
Häuser und Straße im Dorf

Obwohl die Siedlung bereits im frühen Mittelalter existierte, wird der Name Gredetin erstmals im Kruševac-Defter Nr. 55 aus dem Jahr 1516 erwähnt. In diesem Jahr gab es hier 22 christliche Häuser, fünf Einzelhaushalte und einen Witwenhaushalt. Die erste Schule im Dorf wurde 1866 gebaut und war eine der ersten im damaligen Srez.
Die Hänge, an denen Gredetin sich befindet, waren Schauplatz von Konflikten zwischen den Teilnehmern des Ersten serbisch-osmanischen Krieges im Jahr 1876. Auf den Hügeln rund um das Dorf fanden große Schlachten statt, und die Dorfbewohner finden noch heute Kugeln aus jener Zeit.
Nikolai Rajewski, nach dem die Figur des Grafen Wronskij im berühmten Roman Anna Karenina von Tolstoi basiert, starb 1876 während des Ersten Serbisch-Türkischen Krieges auf den Höhen um Gredetin und wurde im benachbarten Dorf Gornji Adrovac begraben, wo ein Denkmal-Komplex errichtet wurde.
Das Dorf wurde im Laufe der Geschichte mehrere Male niedergebrannt. Gredetin hat im Ersten Weltkrieg sowie in den Balkankriegen viele Einwohner verloren. Die Bulgaren verübten im Ort 1915, ein Massaker, bei dem einige Dutzend Dorfbewohner getötet wurden. Auch im Zweiten Weltkrieg erlebte das Dorf große Verluste. Im Dorf gab es Anhänger und Kämpfer der Tito-Partisanen und der Tschetniks.
Die Elektrizität wurde im Dorf 1958 eingeführt. In Gredetin findet die geistig-kulturelle Veranstaltung „Tage der geistigen Verklärung“, die in diesem Dorf traditionell am Vorabend des Feiertages Christi Verklärung, dem 19. August (nach dem in der serbisch-orthodoxen Kirche weiterhin verwendeten julianischen Kalender), statt. Auch die (seit 2006) Anfang Juni stattfindende traditionelle Veranstaltung „Dani jagoda“ (Tage der Erdbeeren), bei der verschiedene Produzenten aus der Umgebung ihr Erdbeerfrüchte vorstellen, ist eine bekannte Tourismusattraktion des Ortes.

## Infrastruktur

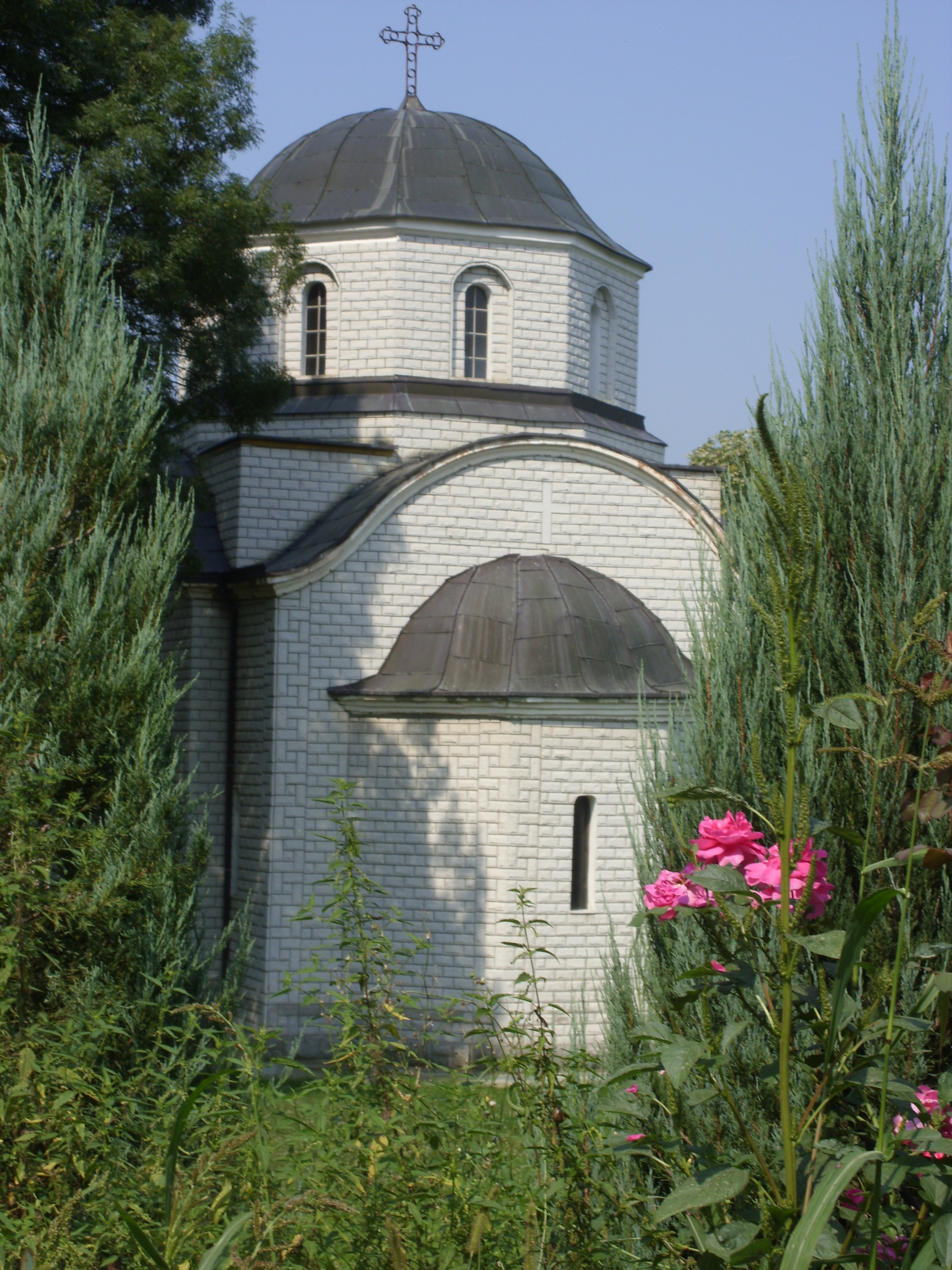
Die serbisch-orthodoxe Mariä-Schutz-und-Fürbitte-Kirche

Gredetin verfügt heute über ein Postamt, eine Schule, eine Veterinärstation, mehrere Geschäfte, eine Mühle und eine Dorfambulanz. 

## Religion
In Gredetin steht die 1938 erbaute serbisch-orthodoxe Mariä-Schutz-und-Fürbitte-Kirche. Das Dorf ist Sitz der Kirchengemeinde und Pfarrei Gredetin im Dekanat Aleksinac der Eparchie Niš der Serbisch-orthodoxen Kirche. In Gredetin existiert auch ein Dorffriedhof, dieser befindet sich im südöstlichen Dorfgebiet.

## Sport
Das Dorf verfügt über einen großen Fußballplatz sowie den FK Gredetin.